# Pidonia propinqua
Pidonia propinqua là một loài bọ cánh cứng trong họ Cerambycidae.